# Diez perros nobles
Diez perros nobles (chino tradicional: 駿犬圖; chino simplificado: 郎世宁) es una serie de pinturas, en diez rollos verticales, que representan los perros del emperador Qianlong. Creadas por el pintor misionero Giuseppe Castiglione —conocido en China como Lang Shinin— a partir de 1747, estas pinturas se conservan actualmente entre la colección del Museo Nacional del Palacio en Taiwán.

## Contexto
Los perros que se convirtieron en los protagonistas de esta serie fueron presentados al emperador Qianlong en honor al comienzo del año zodiacal del perro por parte de los oficiales de la corte.  Nueve de ellos, un grupo local de galgos —probablemente sitsyuan—, son similares a las razas modernas galgo inglés, sloughi y whippet, el último es un mastín tibetano. La mayoría de estos perros recibieron el nombre de criaturas míticas —leopardo amarillo, tigre moteado, dragón negro y el mastín que recibió el sobrenombre de león celestial—. Giuseppe Castiglione se hizo famoso en la corte por su obra animalisita, en particular, obras que representan caballos, incluida la obra Cien caballos, a cuya vista el emperador le nombró pintor jefe de la corte. Según los registros, el artista recibió el encargo de crear estos retratos de perros en 1747.

## Descripción
Las caligrafías en chino, mongol y manchú, mencionan los nombres de los perros y el de su propietario, y aparecen en cada uno de los rollos.  Por ejemplo, Sanhe presentó un perro llamado «Leopardo rojo-amarillo». El perro en el rollo mira a una urraca descansando sobre la paulownia, también notamos la presencia de flores de granada y crisantemos.  Como en otras de sus obras, Castiglione combina en esta serie elementos de la pintura tradicional china y el realismo europeo. La forma de representar las figuras de animales es precisa en cada detalle —por ejemplo, ojos y pelaje en diferentes tonalidades—, mientras que los detalles del fondo se representan de una manera más decorativa y simplificada. Se sugiere que otros artistas podrían haber trabajado en él debido a las diferencias en el estilo de pintura en el fondo de estas obras.

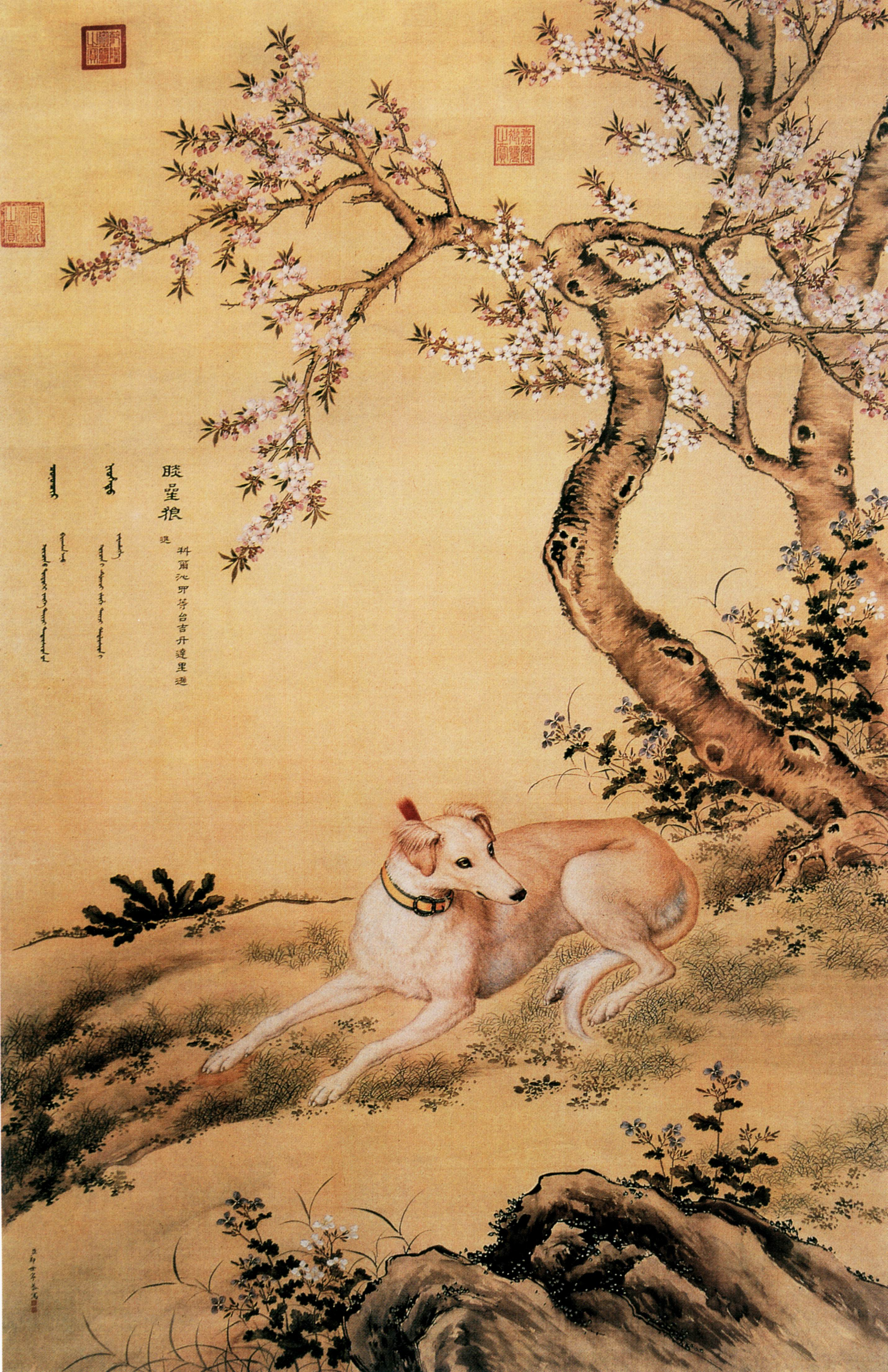
Pinyin: Shanxing; chino simplificado: 睒星狼
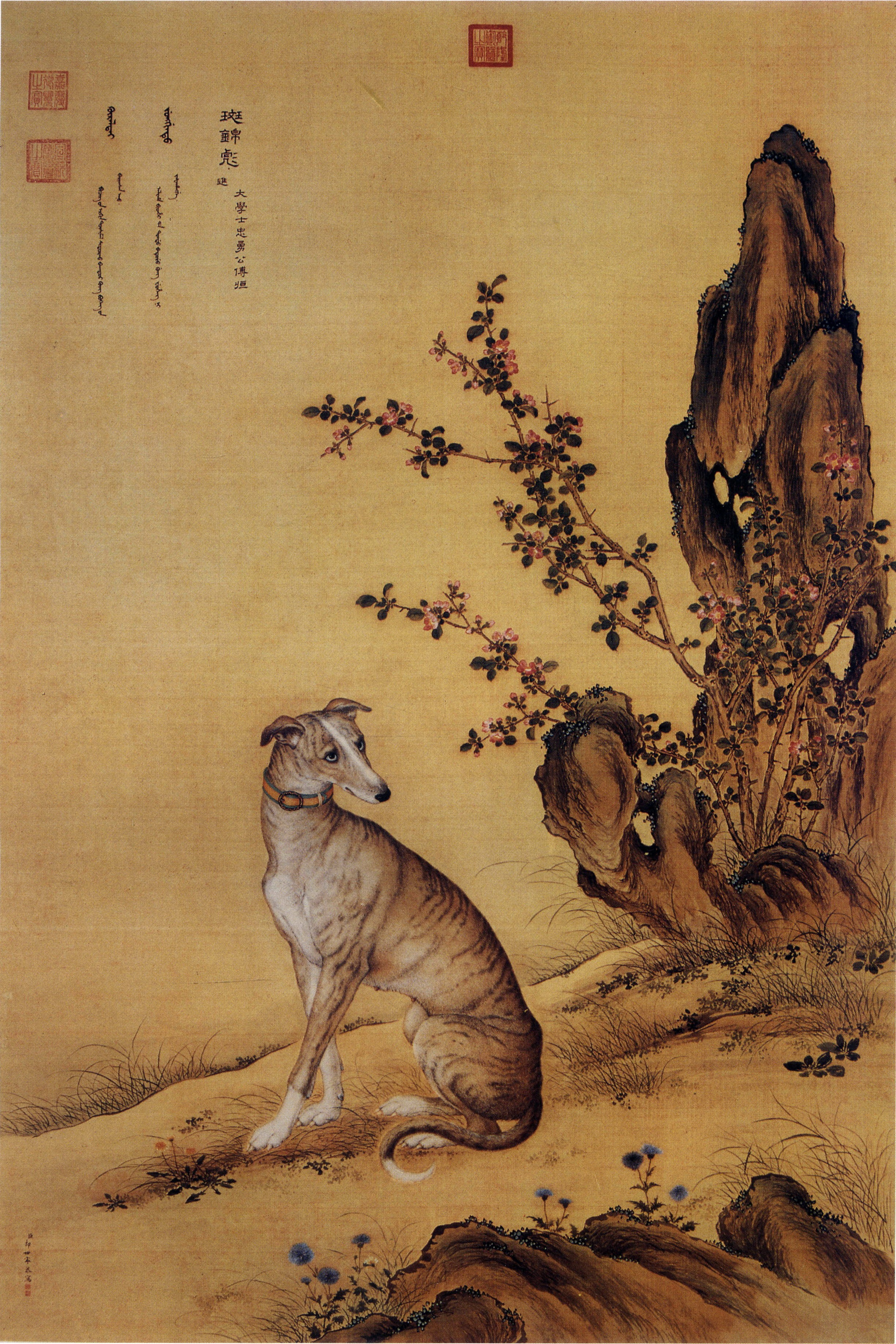
Pinyin: Banjinbiao; chino simplificado: 斑锦彪
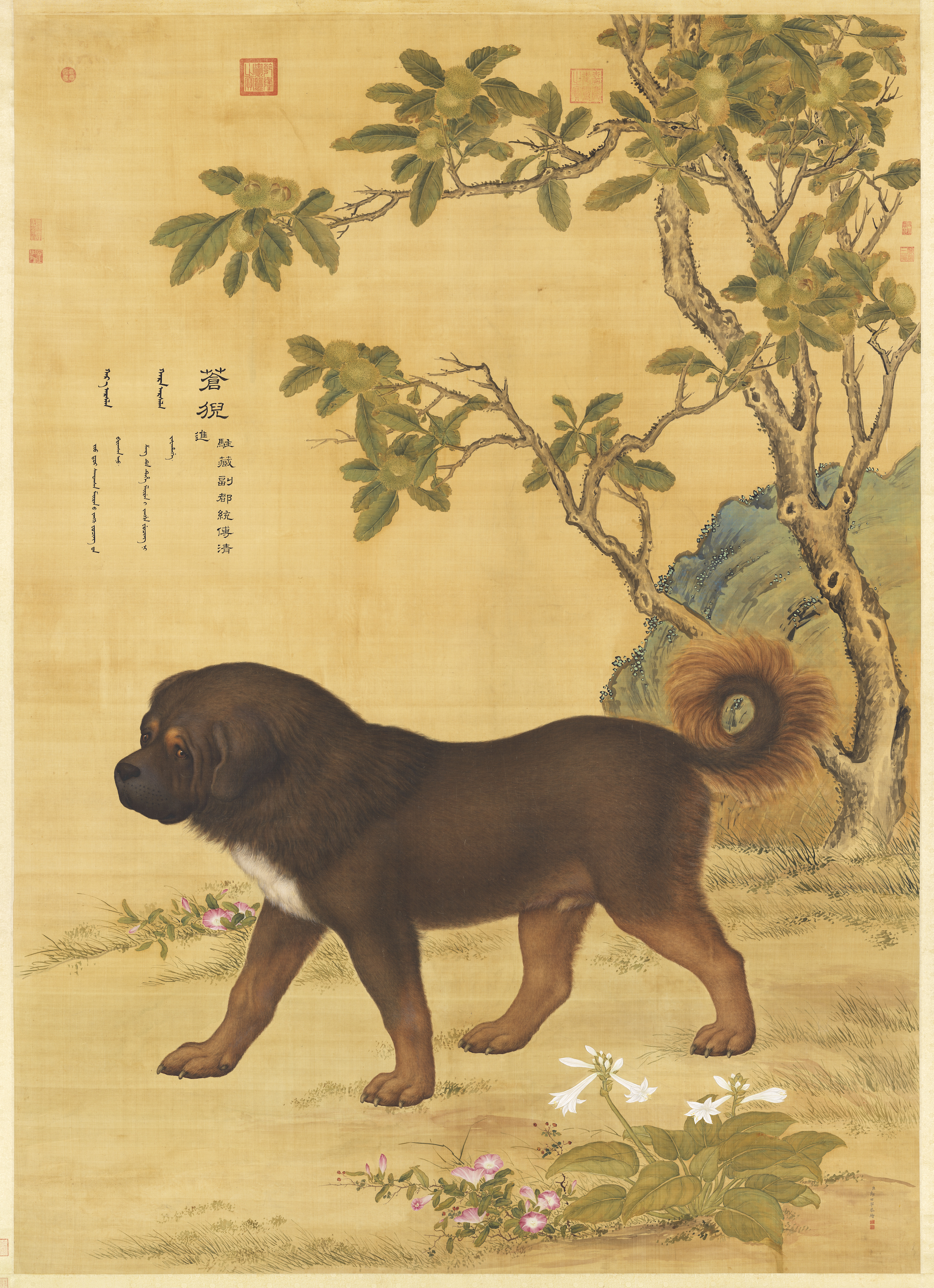
Pinyin: Cangni; chino simplificado:苍猊
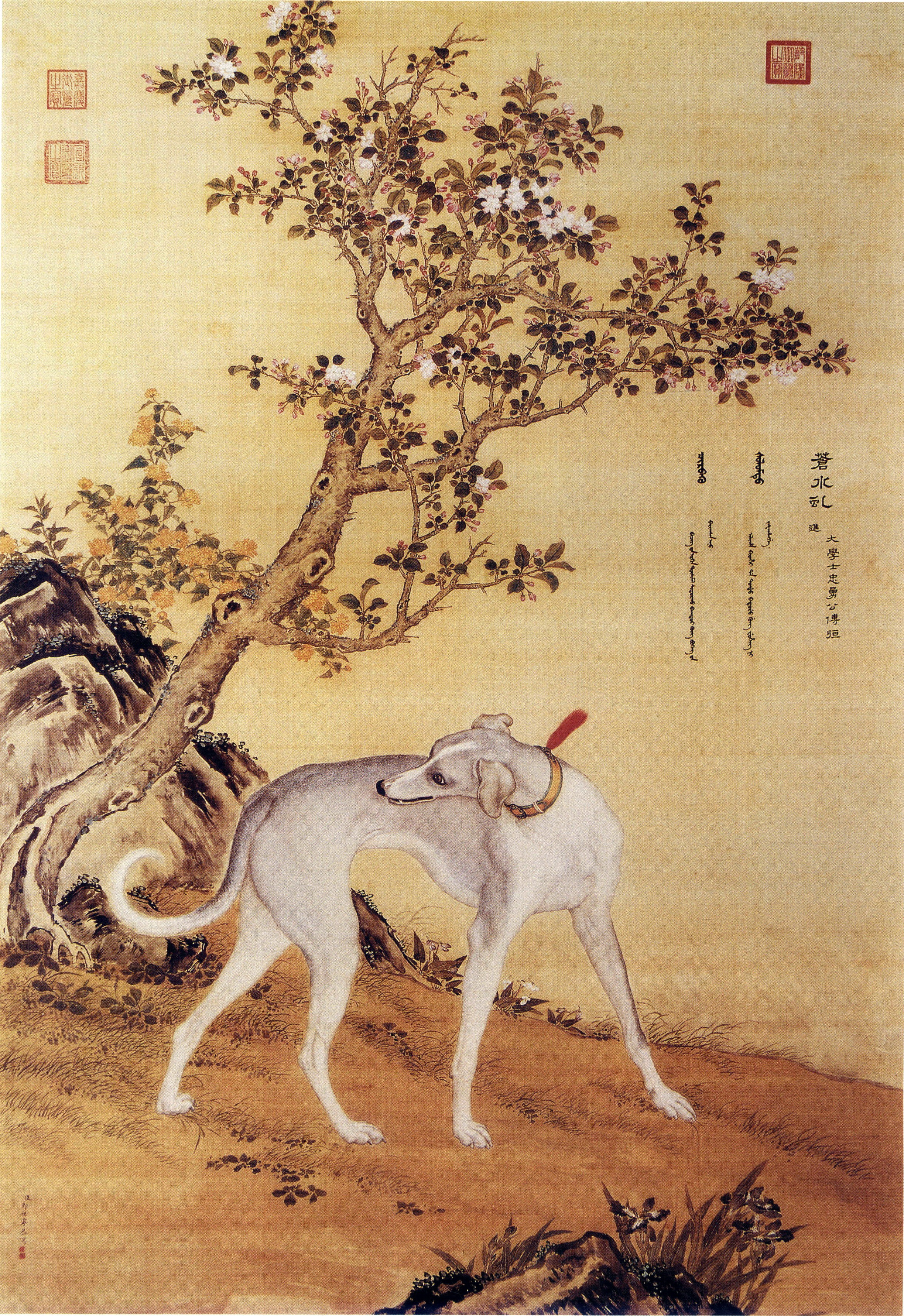
Pinyin: Cangshuiqiu; chino simplificado: 苍水虬
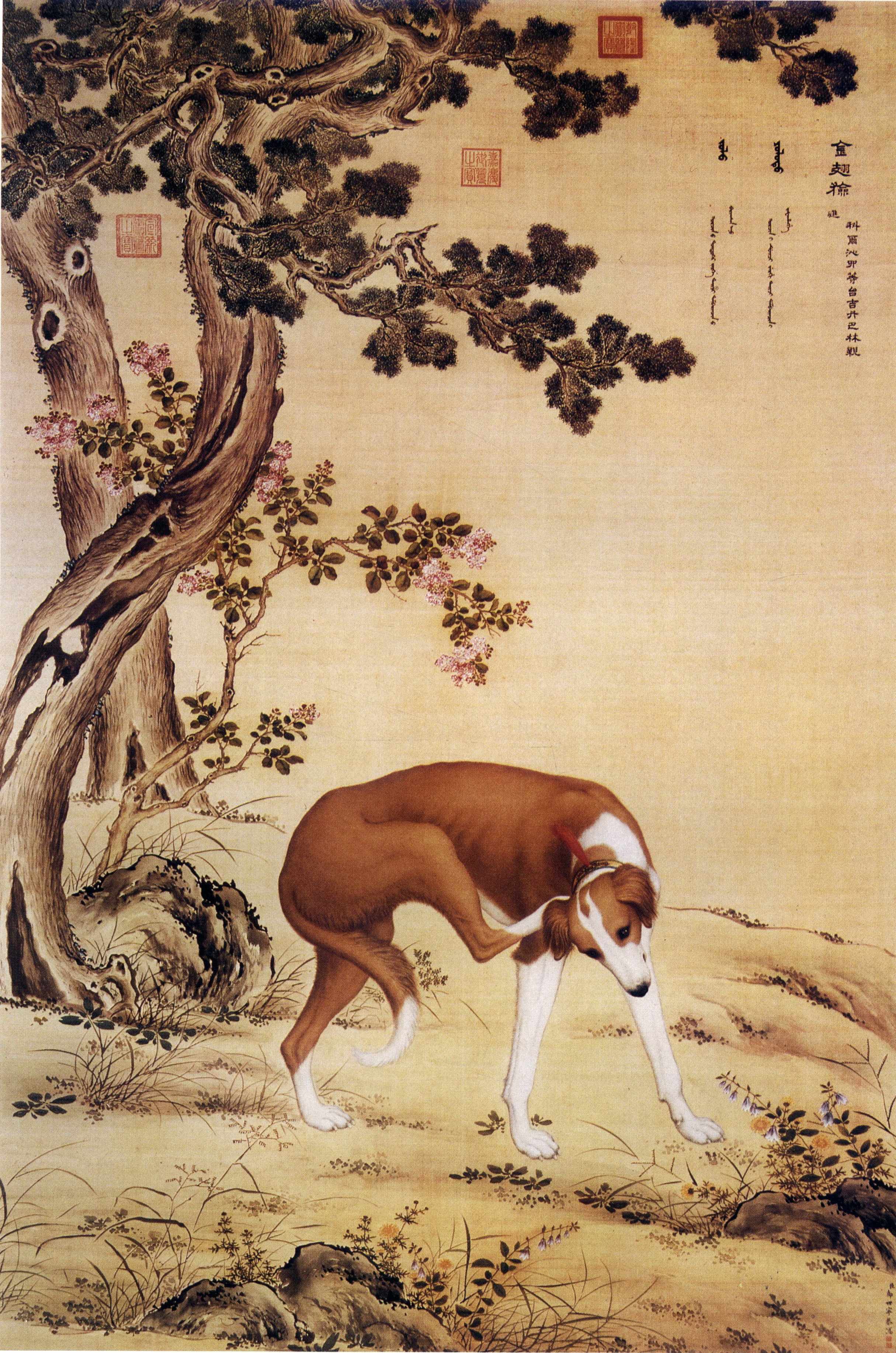
Pinyin: Jinchixian; chino simplificado: 金翅猃
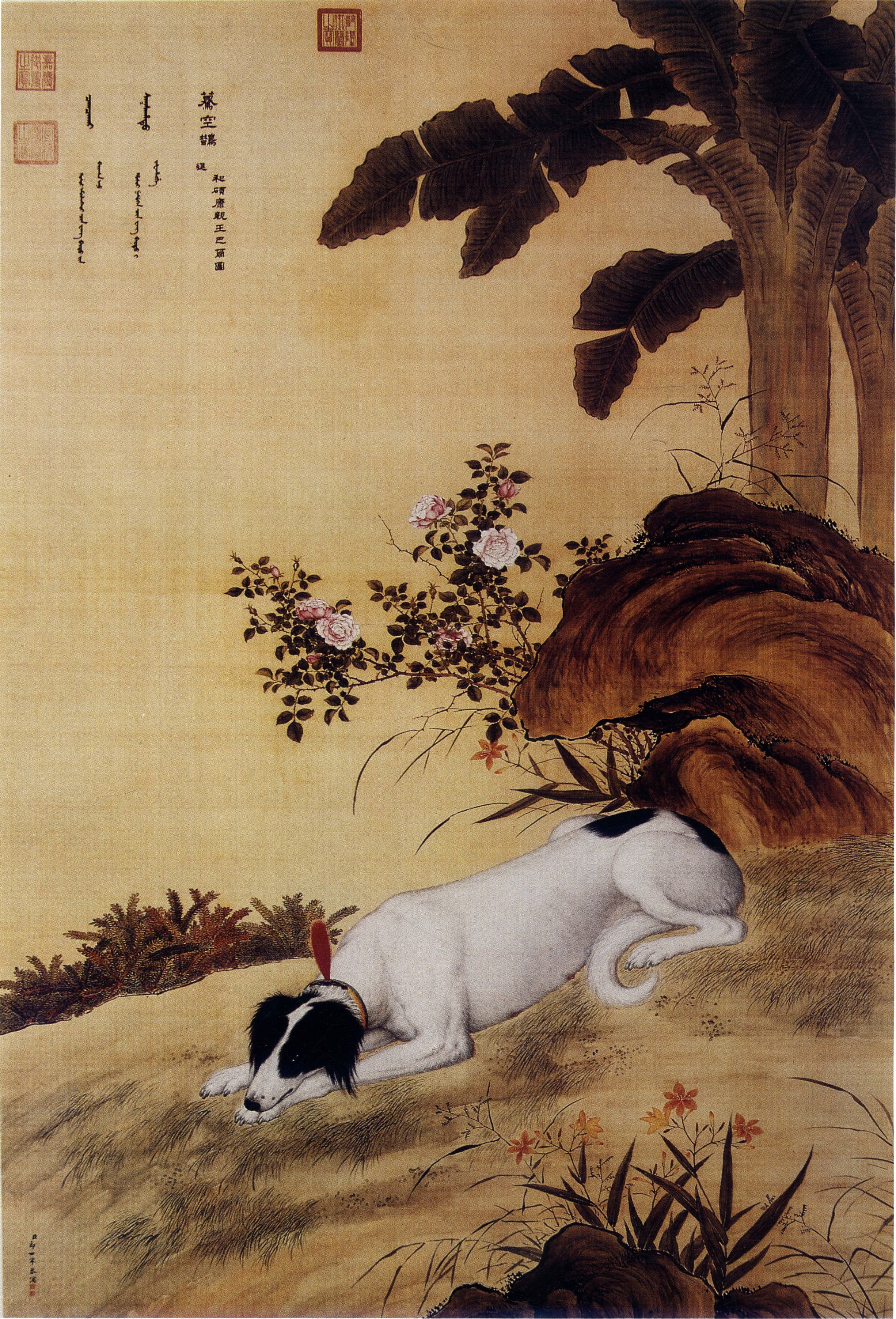
Pinyin: Mukongque; chino simplificado: 蓦空鹊
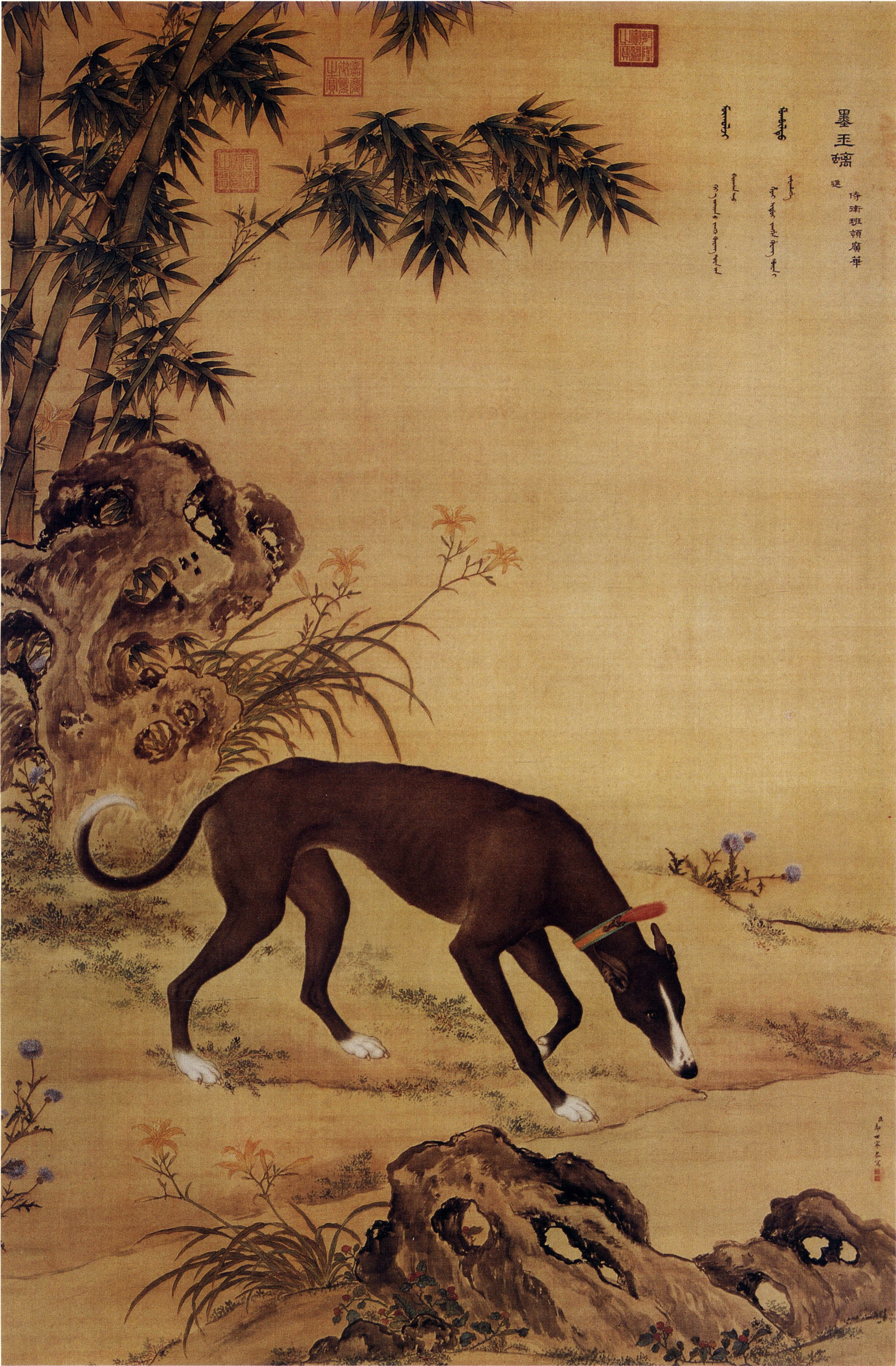
Pinyin: Moyuli. chino simplificado: 墨玉 璃
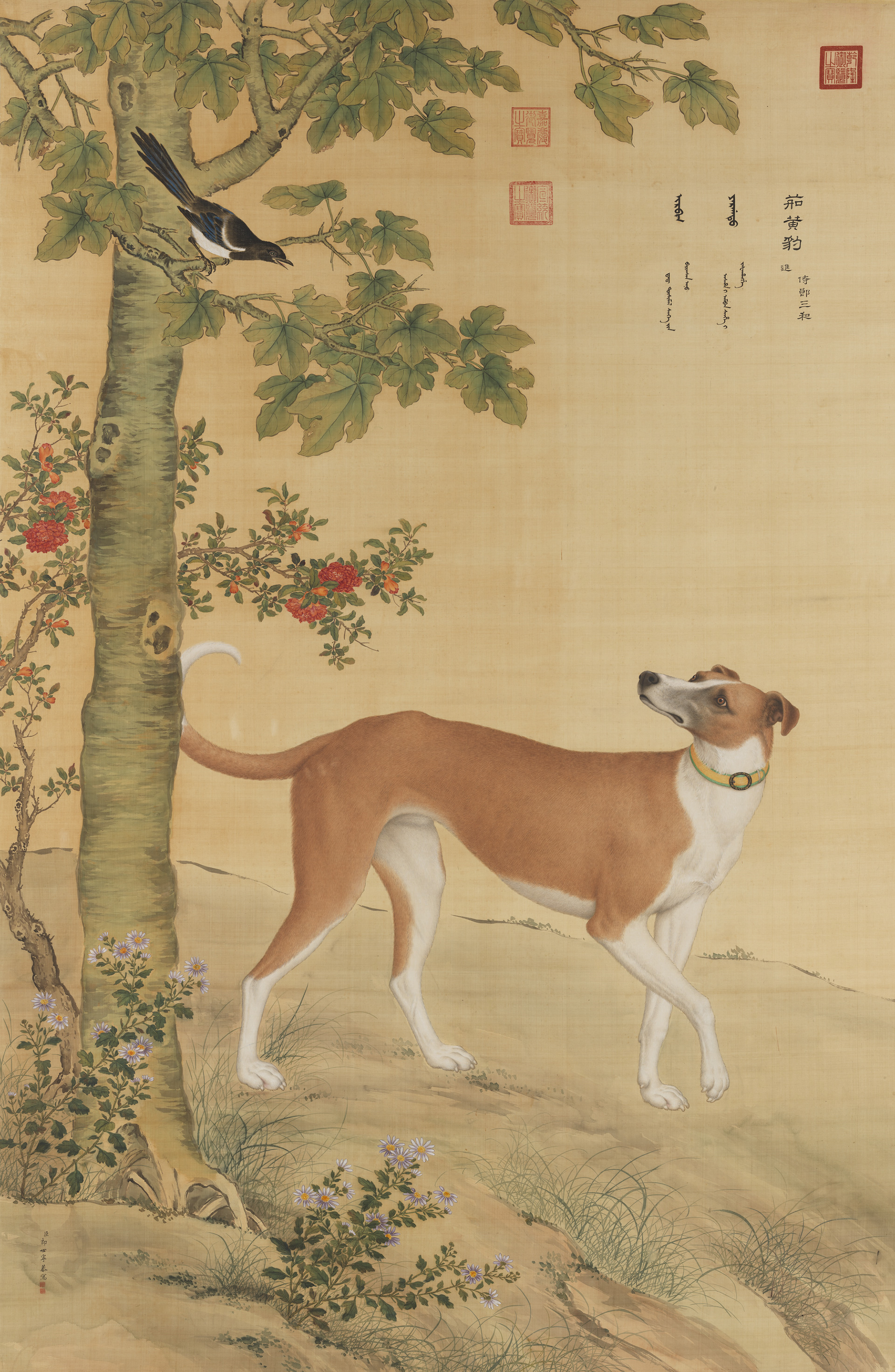
Pinyin: Tawny - Leopardo rojo-amarillo; chino simplificado: 郎氏畫犬，其他畫家繪景. 所绘犬，侍郎三和进
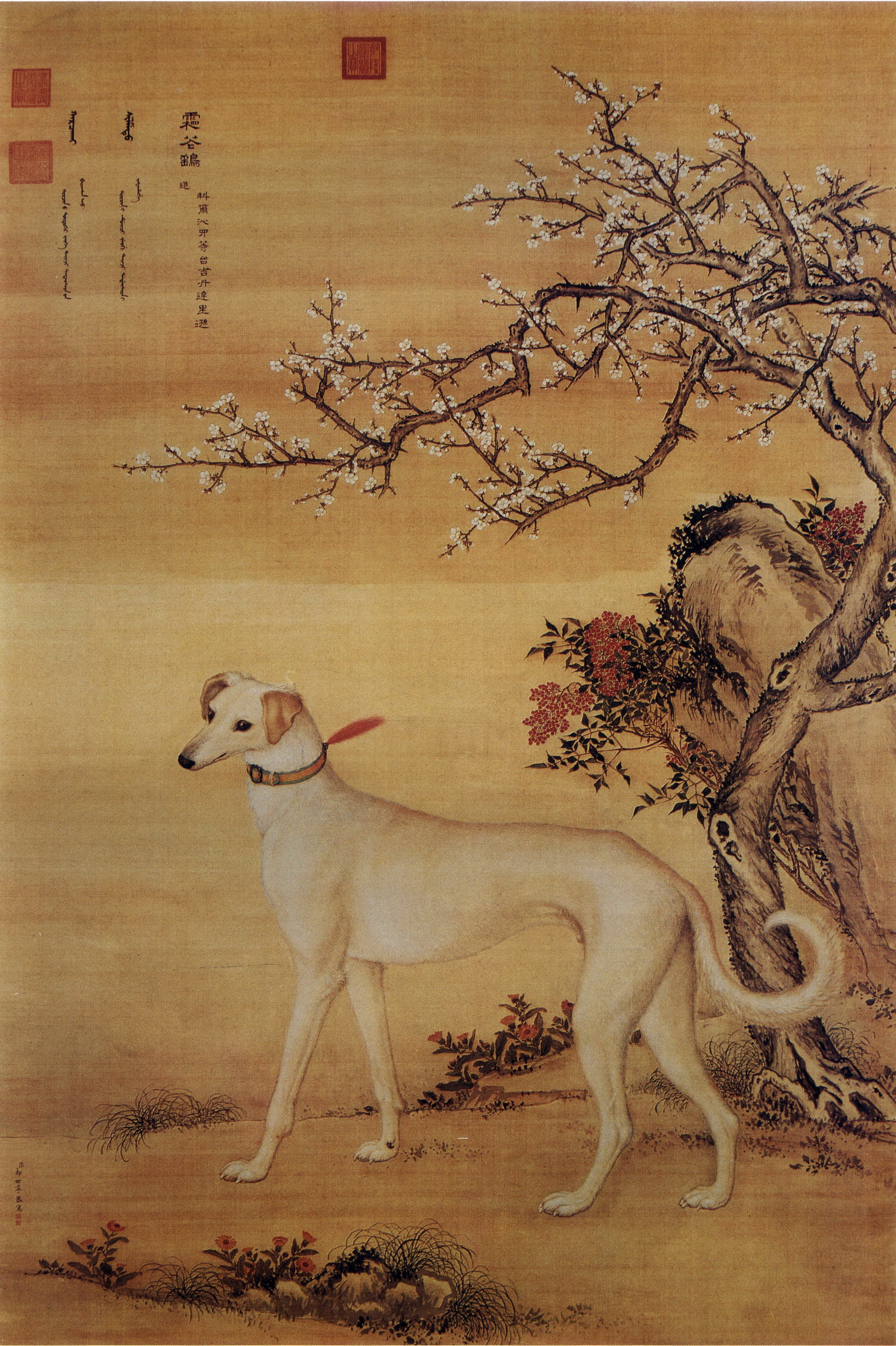
Pinyin: Shuanghuayao; chino simplificado: 霜花 鹞
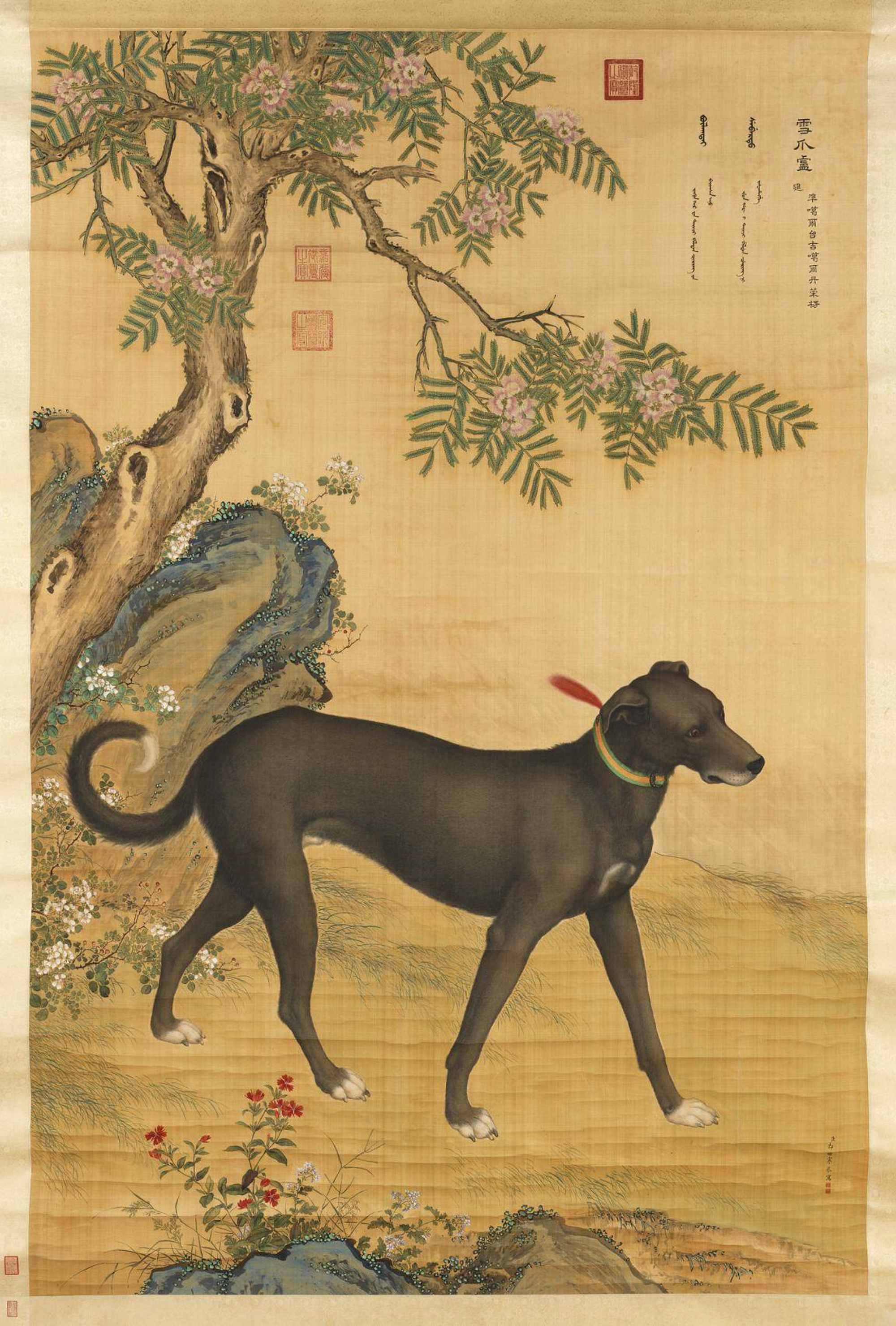
Pinyin: Xueluzhua; chino simplificado: 雪爪卢

## Legado
Esta serie y otras obras de Castiglione influyó en la obra del famoso artista chino contemporáneo Ai Weiwei. En 2018, al comienzo del año de los perros, el escultor chino Chow Hanyu creó figuras de perros de porcelana inspiradas en esta serie. Todos los perros se recrearon en las mismas poses que en las pinturas.  En 1971 y 1972, aparecieron imágenes de esta serie en sellos chinos.

## Ubicación
Actualmente, los diez cuadros se conservan entre la colección del Museo del Palacio Nacional de Taiwán.